# Кришито, Доменико
Доме́нико Кри́шито (итал. Domenico Criscito; род. 30 декабря 1986, Черкола, Кампания) — итальянский футболист, выступавший на позиции защитника, бывший игрок сборной Италии. Рекордсмен среди всех итальянцев по количеству матчей (155) и голов (15) в чемпионатах России. Выступал в сборной Италии на чемпионате мира 2010 года.

## Карьера

### Клубная

#### «Дженоа»
Доменико Кришито — воспитанник клуба «Виртус Волла». Там его заприметил тренер молодёжного состава клуба «Дженоа», Клаудио Онофри, который пригласил молодого игрока в генуэзскую команду. 7 июня 2003 года, в 16-летнем возрасте, Кришито дебютировал в составе «Дженоа» в домашнем матче Серии B с «Козенцой», который завершился в пользу хозяев поля 3:0.

#### «Ювентус»
В 2004 году Кришито перешёл в «Ювентус», купивший половину прав на игрока за 500 тыс. евро, плюс 50 % прав на игрока «Юве» Антонио Ночерино. В молодёжном составе «Старой Синьоры» Кришито выиграл молодёжное первенство Италии в 2006 году, а также несколько раз был запасным в играх первой команды, включая матчи Лиги чемпионов, однако на поле не выходил.
Летом 2006 года по договору совместного владения Кришито вернулся в «Дженоа». Главный тренер клуба Джанпьеро Гасперини доверил ему место в основном составе команды. За свою игру Кришито был вызван в молодёжную сборную Италии. В декабре Кришито забил свой первый гол за клуб, поразив ворота «Фрозиноне», чем помог клубу выиграть 3:2. В январе 2007 года «Ювентус» заплатил за оставшиеся 50 % прав на игрока, а именно 5,25 млн евро, и отдал половину прав на Андреа Масьелло и Абдулая Конко. Кришито подписал контракт со «Старой синьорой» до 30 июня 2011 года. По договору Кришито провёл оставшуюся часть сезона в «Дженоа».
25 августа 2007 года в матче первого тура Серии A Кришито дебютировал в составе «Юве» в матче с «Ливорно», в котором «Ювентус» победил 5:1. В нескольких первых матчах Клаудио Раньери использовал Кришито как игрока основы, однако вскоре Доменико был вынужден уступить своё место Джорджо Кьеллини, восстановившемуся после травмы. 4 января 2008 года Кришито на правах аренды с правом выкупа игрока вернулся в «Дженоа», куда перешёл, чтобы иметь игровую практику. По окончании сезона «Дженоа» не захотел выкупить игрока, однако продлил арендный договор в рамках перехода Раффаэле Палладино.

#### Возвращение в «Дженоа»
1 февраля 2009 года Кришито забил свой первый гол в Серии A, принеся победу 1:0 над «Палермо». 25 июня «Дженоа» выкупила часть прав на Кришито, заплатив 5,5 млн евро. 20 августа 2009 года Кришито впервые вышел в еврокубках в матче с «Оденсе», который генуэзский клуб выиграл 3:1. 13 сентября 2009 года в матче против «Наполи» Кришито получил прямую красную карточку за то, что он якобы ругался с судьей после того, как был предупреждён за фол на Кристиане Маджо, но Гасперини позже защитил 23-летнего игрока, сказав, что он злился на себя, а не на судью. Апелляция об отмене красной карточки была отклонена, но его дисквалификация был сокращёна до 2—3 матчей.
25 июня 2010 года «Дженоа» выкупил оставшуюся часть прав на Кришито у «Ювентуса» за 6 млн евро. В июле Кришито получил травму левого колена и выбыл из строя на некоторое время.
Зимой руководство «Дженоа» начало склоняться к продаже Кришито. На него претендовали питерский «Зенит», мюнхенская «Бавария» и миланский «Интер».
8 июня 2011 года Кришито провёл переговоры по поводу перехода в неаполитанский «Наполи», в случае перехода сумма трансфера составила бы 6 млн евро.

#### «Зенит»

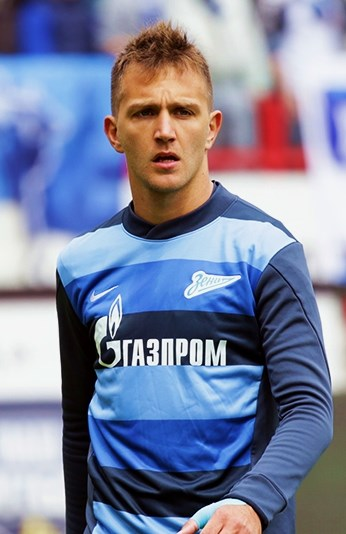
Кришито в составе «Зенита» в 2014 году.

21 июня агент Кришито, Андреа Д’Амико, посетил Санкт-Петербург, целью прибытия в Россию стали переговоры с «Зенитом» по поводу перехода Кришито в петербургский клуб. 27 июня появилось официальное подтверждение перехода Кришито в «Зенит», подписавший контракт с защитником сроком на 5 лет. Футболист присоединился к команде 8 июля. По данным генуэзской газеты «Il Secolo XIX», «Зенит» заплатил за Кришито 12 млн евро, годовая зарплата игрока составит 3 млн евро. По словам Энрико Прециози, президента «Дженоа», сумма трансфера составила 11 млн евро. По данным сайта www.transfermarkt.de сумма трансфера составила 15 000 000 евро. 6 августа 2011 года Доменико дебютировал в составе «Зенита» в матче с ЦСКА, в котором его команда победила 2:0, а сам защитник сделал голевую передачу на Александра Кержакова. 13 сентября 2011 года он дебютировал в Лиге чемпионов, в первом матче группового этапа, в котором «Зенит» на выезде уступил 1:2 кипрскому АПОЭЛу.

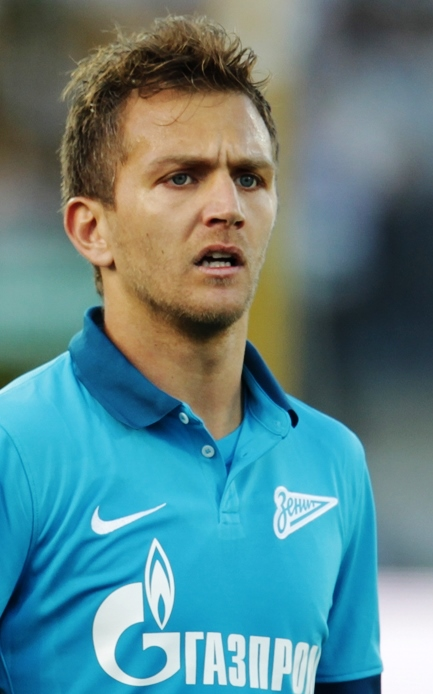
Кришито в составе «Зенита» в 2015 году.

16 марта 2012 года в матче с московским «Динамо», забил первый гол в официальных матчах за команду. По итогам сезона «Зенит» выиграл Чемпионат России, а Кришито завоевал первый титул в карьере. 28 июля 2012 года он забил свой второй гол за клуб в чемпионате России 2012/13.
28 февраля 2013 года, во время товарищеского матча с «Сиеной», он получил серьёзную травму, перенеся разрыв крестообразной связки, что вынудило его пропустить шесть месяцев.

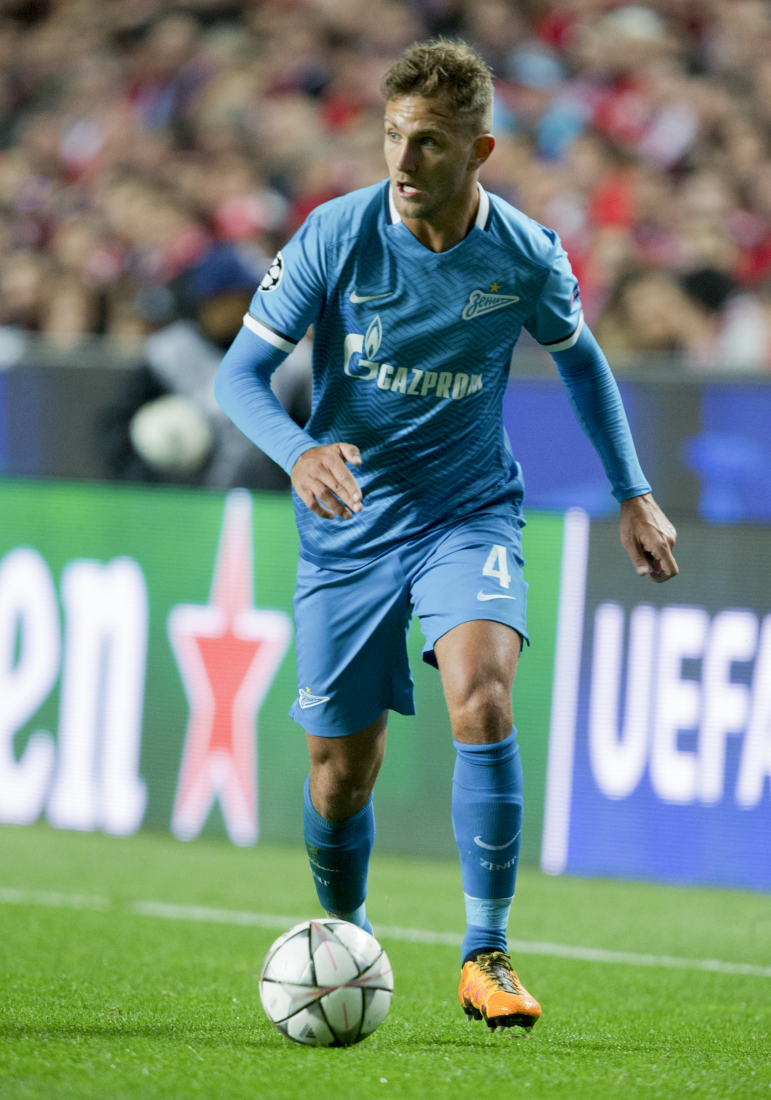
Кришито в составе «Зенита» в 2016 году.

29 марта 2014 года забил гол в ворота «Амкара». 2 августа 2014 года в матче с тульским «Арсеналом» Кришито оформил дубль. 3 декабря 2014 провёл 100-й матч в составе «Зенита».
12 марта 2015 года в матче Лиги Европы с итальянским «Торино» забил первый гол за «Зенит» в еврокубках. 13 марта продлил контракт с «Зенитом» до 2018 года на 3,4 миллиона долларов. 15 марта вывел команду на матч против московского «Торпедо» в качестве капитана команды, став шестым легионером в истории «Зенита», удостоившимся подобного звания. По итогам сезона 2014/15 Кришито во второй раз стал чемпионом России в составе «Зенита». 12 июля 2015 года он забил победный мяч в серии пенальти в матче за Суперкубок России 2015 года против московского «Локомотива».

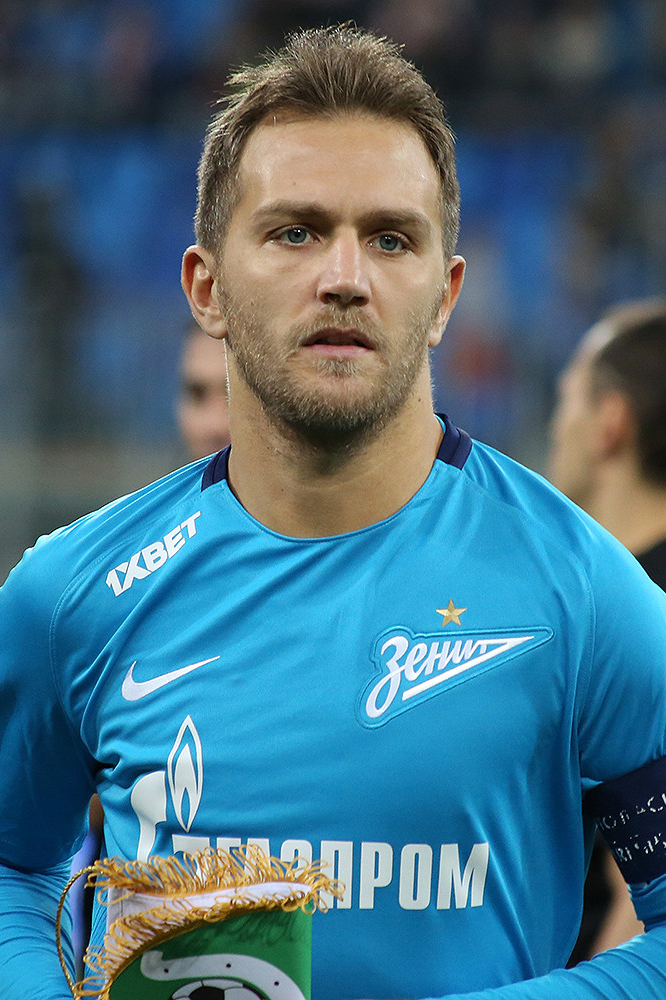
Кришито в составе «Зенита» в 2017 году.

16 февраля 2016 года он впервые удалился в Лиги чемпионов в первом матче плей-офф против «Бенфики», закончившимся поражением «Зенита» 0:1. 29 сентября 2016 года в матче Лиги Европы против АЗ он забил свой первый гол с пенальти в игровое время.
19 марта 2017 года в очередной раз забил гол в ворота тульского «Арсенала». Сезон 2016/17 стал самым результативным в карьере Кришито. Он забил 5 мячей во всех турнирах, четыре в чемпионате и один в Лиге Европы. 8 марта 2018 года забил потрясающий гол со штрафного в Лиге Европы в ворота «РБ Лейпциг», однако это не спасло «Зенит» от поражения 1:2.
8 мая 2018 года было объявлено об уходе Кришито из команды по окончании сезона. Всего Кришито сыграл за «Зенит» 224 матча, что является 10-м показателем в истории клуба.

#### Второе возвращение в «Дженоа»
В мае 2018 года стало известно, что Кришито объявил о подписании контракта с его родным клубом «Дженоа». О его трансфере было официально объявлено клубом 24 мая. В команде он получил номер 4. Контракт Кришито с «Дженоа» был расторгнут по обоюдному согласию 24 июня 2022 года.

#### «Торонто»
29 июня 2022 года Кришито подписал контракт с канадским клубом MLS «Торонто» сроком до конца сезона 2023. Дебютировал за «Торонто» 9 июля в матче против «Сан-Хосе Эртквейкс». 17 августа в матче против «Нью-Инглэнд Революшн» забил свой первый гол за «Торонто».
15 ноября 2022 года Доменико Кришито объявил о завершении карьеры.

#### Третье возвращение в «Дженоа»
27 декабря 2022 года «Дженоа» объявил, что Кришито возобновит карьеру и вернётся в клуб 2 января 2023 года.
19 мая 2023 года Доменико Кришито вновь объявил о завершении карьеры.

### В сборной
Кришито выступал за все сборные Италии, начиная с U-17. 14 ноября 2006 года он дебютировал в сборной до 21 года в матче с Чехией. Год спустя он участвовал со сборной на молодёжном первенстве Европы. В 2008 году поехал на Олимпиаду, где Италия дошла до 1/4 финала.

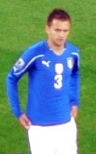
Кришито в сборной Италии

12 августа 2009 года дебютировал в первой сборной Италии в товарищеской игре со Швейцарией (0:0).
В 2010 году в составе сборной Кришито поехал на чемпионат мира, где сыграл во всех трёх играх.
Входил в расширенный список сборной, готовившейся к чемпионату Европы 2012 года. Однако, в связи с тем, что попал в число подозреваемых в участии в договорным матчах, по версии итальянской полиции, имевших место в чемпионате Италии в 2011 году, тренер сборной Чезаре Пранделли исключил его из состава «скуадры адзурры». По словам Пранделли, это связано с тем, что скандал, а также участие в следственных действиях могут помешать защитнику «Зенита» сосредоточиться на подготовке к ответственному турниру.
Кришито не играл за Италию в период с марта 2014 по май 2018 года, когда он сыграл в товарищеском матче против Саудовской Аравией под руководством Роберто Манчини. 4 июня он был удалён за фол на Райане Бабеле в матче с Нидерландами.
В ноябре 2020 года он вновь был вызван в сборную.

#### Матчи за сборную
| №  | Дата             | Оппонент          | Счёт       | Голы Кришито | Соревнование             |
| 1  | 12 августа 2009  | Швейцария         | 0:0        | -            | Товарищеский матч        |
| 2  | 5 сентября 2009  | Грузия            | 2:0        | -            | Отборочные матчи ЧМ-2010 |
| 3  | 14 ноября 2009   | Нидерланды        | 0:0        | -            | Товарищеский матч        |
| 4  | 18 ноября 2009   | Швеция            | 1:0        | -            | Товарищеский матч        |
| 5  | 3 марта 2010     | Камерун           | 0:0        | -            | Товарищеский матч        |
| 6  | 3 июня 2010      | Мексика           | 1:2        | -            | Товарищеский матч        |
| 7  | 5 июня 2010      | Швейцария         | 1:1        | -            | Товарищеский матч        |
| 8  | 14 июня 2010     | Парагвай          | 1:1        | -            | Финальные матчи ЧМ-2010  |
| 9  | 20 июня 2010     | Новая Зеландия    | 1:1        | -            | Финальные матчи ЧМ-2010  |
| 10 | 24 июня 2010     | Словакия          | 2:3        | -            | Финальные матчи ЧМ-2010  |
| 11 | 8 октября 2010   | Северная Ирландия | 0:0        | -            | Отборочные матчи ЧЕ-2012 |
| 12 | 12 октября 2010  | Сербия            | 3:0 (+: -) | -            | Отборочные матчи ЧЕ-2012 |
| 13 | 9 февраля 2011   | Германия          | 1:1        | -            | Товарищеский матч        |
| 14 | 29 марта 2011    | Украина           | 2:0        | -            | Товарищеский матч        |
| 15 | 7 июня 2011      | Ирландия          | 0:2        | -            | Товарищеский матч        |
| 16 | 10 августа 2011  | Испания           | 2:1        | -            | Товарищеский матч        |
| 17 | 2 сентября 2011  | Фарерские Острова | 1:0        | -            | Отборочные матчи ЧЕ-2012 |
| 18 | 11 ноября 2011   | Польша            | 2:0        | -            | Товарищеский матч        |
| 19 | 29 февраля 2012  | США               | 0:1        | -            | Товарищеский матч        |
| 20 | 12 октября 2012  | Армения           | 3:1        | -            | Отборочные матчи ЧМ-2014 |
| 21 | 15 ноября 2013   | Германия          | 1:1        | -            | Товарищеский матч        |
| 22 | 6 марта 2014     | Испания           | 0:1        | -            | Товарищеский матч        |
| 23 | 28 мая 2018      | Саудовская Аравия | 2:1        | -            | Товарищеский матч        |
| 24 | 4 июня 2018      | Нидерланды        | 1:1        | -            | Товарищеский матч        |
| 25 | 10 сентября 2018 | Португалия        | 0:1        | -            | Лига наций 2018/19       |
| 26 | 10 октября 2018  | Украина           | 1:1        | -            | Товарищеский матч        |

Итого: 26 матчей / 0 голов; 10 побед, 11 ничьих, 5 поражений.

## Семья
Отец Альфредо, мать Мария. Кроме Доменико у родителей ещё трое детей: старшая сестра Антонелла (1984), младшая сестра Росселла (1990) и брат Андреа (2001). Ещё у Кришито есть три племянницы — Ненси, Анджела и Памела.
7 июля 2009 года Доменико Кришито женился. Жену зовут Памела. 5 января 2012 года у них с женой родился сын, которого назвали в честь отца Доменико — Альфредо. Роды прошли в Генуе.
В 2013 году родился сын Алессандро.

## Скандал с договорными матчами
В мае 2012 года Кришито был допрошен полицией в связи с подозрением в участии в договорных матчах. Также в его комнате в лагере сборной Италии был проведён обыск. Сам футболист отверг свою причастность к участию в договорных встречах. После этого инцидента главный тренер сборной Италии, Чезаре Пранделли, исключил Кришито из состава сборной, готовящейся к чемпионату Европы, из-за того, что футболист «недостаточно спокоен» для участия в таком важном турнире.

## Статистика

### Клубная
| Выступление      | Выступление      | Выступление      | Лига | Лига | Кубок | Кубок | Еврокубки | Еврокубки | Суперкубок | Суперкубок | Итого | Итого |
| Клуб             | Лига             | Сезон            | Игры | Голы | Игры  | Голы  | Игры      | Голы      | Игры       | Голы       | Игры  | Голы  |
| ---------------- | ---------------- | ---------------- | ---- | ---- | ----- | ----- | --------- | --------- | ---------- | ---------- | ----- | ----- |
| Дженоа           | Серия В          | 2002/03          | 1    | 0    | 0     | 0     | —         | —         | —          | —          | 1     | 0     |
| Дженоа           | Серия В          | 2003/04          | 0    | 0    | 0     | 0     | —         | —         | —          | —          | 0     | 0     |
| Дженоа           | Итого            | Итого            | 1    | 0    | 0     | 0     | 0         | 0         | 0          | 0          | 1     | 0     |
| Ювентус          | Серия A          | 2004/05          | 0    | 0    | 0     | 0     | 0         | 0         | —          | —          | 0     | 0     |
| Ювентус          | Серия A          | 2005/06          | 0    | 0    | 0     | 0     | 0         | 0         | 0          | 0          | 0     | 0     |
| Ювентус          | Итого            | Итого            | 0    | 0    | 0     | 0     | 0         | 0         | 0          | 0          | 0     | 0     |
| Дженоа           | Серия В          | 2006/07          | 36   | 4    | 3     | 0     | —         | —         | —          | —          | 39    | 4     |
| Дженоа           | Итого            | Итого            | 36   | 4    | 3     | 0     | 0         | 0         | 0          | 0          | 39    | 4     |
| Ювентус          | Серия A          | 2007/08          | 8    | 0    | 1     | 0     | —         | —         | —          | —          | 9     | 0     |
| Ювентус          | Итого            | Итого            | 8    | 0    | 1     | 0     | 0         | 0         | 0          | 0          | 9     | 0     |
| Дженоа           | Серия A          | 2007/08          | 16   | 0    | 0     | 0     | —         | —         | —          | —          | 16    | 0     |
| Дженоа           | Серия A          | 2008/09          | 35   | 2    | 2     | 0     | —         | —         | —          | —          | 37    | 2     |
| Дженоа           | Серия A          | 2009/10          | 29   | 2    | 0     | 0     | 6         | 1         | —          | —          | 35    | 3     |
| Дженоа           | Серия A          | 2010/11          | 36   | 0    | 1     | 0     | —         | —         | —          | —          | 37    | 0     |
| Дженоа           | Итого            | Итого            | 116  | 4    | 2     | 0     | 6         | 1         | 0          | 0          | 124   | 5     |
| Зенит            | РФПЛ             | 2011/12          | 24   | 1    | 1     | 0     | 7         | 0         | —          | —          | 32    | 1     |
| Зенит            | РФПЛ             | 2012/13          | 12   | 2    | 1     | 1     | 4         | 0         | 1          | 0          | 18    | 3     |
| Зенит            | РФПЛ             | 2013/14          | 18   | 1    | 1     | 0     | 7         | 0         | 1          | 0          | 27    | 1     |
| Зенит            | РФПЛ             | 2014/15          | 25   | 2    | 1     | 0     | 14        | 1         | —          | —          | 40    | 3     |
| Зенит            | РФПЛ             | 2015/16          | 23   | 1    | 5     | 0     | 6         | 0         | 1          | 0          | 35    | 1     |
| Зенит            | РФПЛ             | 2016/17          | 25   | 4    | 0     | 0     | 7         | 1         | 1          | 0          | 33    | 5     |
| Зенит            | РФПЛ             | 2017/18          | 28   | 4    | 0     | 0     | 12        | 2         | —          | —          | 40    | 6     |
| Зенит            | Итого            | Итого            | 155  | 15   | 9     | 1     | 57        | 4         | 4          | 0          | 225   | 20    |
| Дженоа           | Серия A          | 2018/19          | 35   | 2    | 1     | 0     | —         | —         | —          | —          | 36    | 2     |
| Дженоа           | Серия A          | 2019/20          | 26   | 8    | 2     | 2     | —         | —         | —          | —          | 28    | 10    |
| Дженоа           | Серия A          | 2020/21          | 23   | 1    | 1     | 0     | —         | —         | —          | —          | 24    | 1     |
| Дженоа           | Серия A          | 2021/22          | 20   | 6    | 1     | 1     | —         | —         | —          | —          | 21    | 7     |
| Дженоа           | Итого            | Итого            | 104  | 17   | 5     | 3     | 0         | 0         | 0          | 0          | 109   | 20    |
| Торонто          | MLS              | 2022             | 15   | 1    | 1     | 0     | —         | —         | —          | —          | 16    | 1     |
| Торонто          | Итого            | Итого            | 15   | 1    | 1     | 0     | 0         | 0         | 0          | 0          | 16    | 1     |
| Дженоа           | Серия В          | 2022/23          | 16   | 1    | 1     | 0     | —         | —         | —          | —          | 17    | 1     |
| Дженоа           | Итого            | Итого            | 16   | 1    | 1     | 0     | 0         | 0         | 0          | 0          | 17    | 1     |
| Всего за карьеру | Всего за карьеру | Всего за карьеру | 451  | 42   | 22    | 4     | 63        | 5         | 4          | 0          | 540   | 51    |

## Достижения
Командные
«Зенит»
- Чемпион России (2): 2011/12, 2014/15
- Обладатель Кубка России (1): 2015/16
- Обладатель Суперкубка России (2): 2015, 2016

Личные
- В списках 33 лучших футболистов чемпионата России (4): № 1 (2011/12, 2014/15, 2017/18), № 3 (2016/17)